# Ułamek

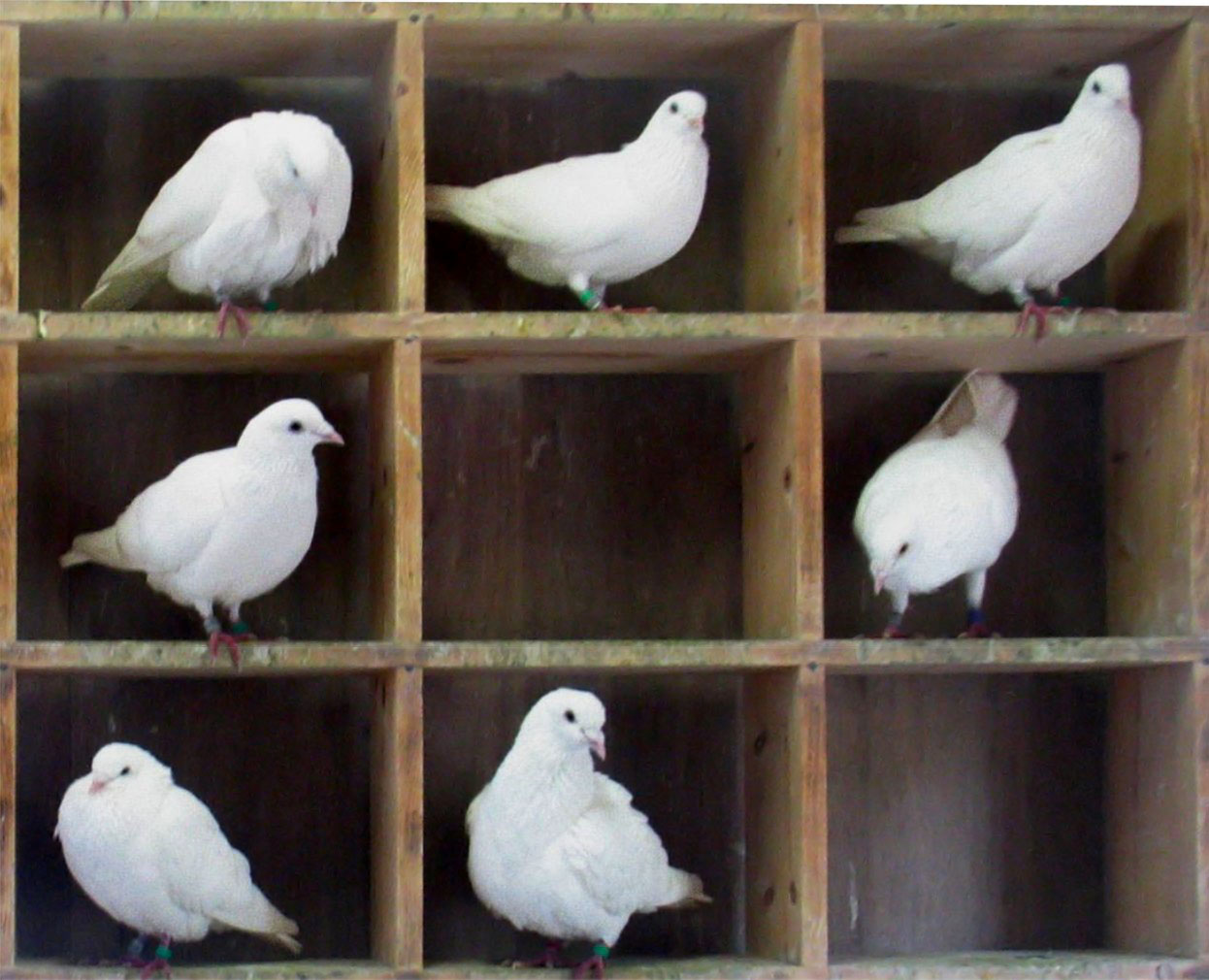
W tych przegródkach znajduje się 7 gołębi. Jeden gołąb to jedna część z siedmiu – jedna siódma stadka, czyli nieco więcej niż 14% wszystkich.

Ciasto dzielimy na cztery równe części. Jedna część to ¼, czyli 25% całego ciasta – jeśli dodamy wszystkie cztery kawałki, uzyskamy całe ciasto.

Ułamek – wyrażenie arytmetyczne lub algebraiczne postaci {\displaystyle {\tfrac {a}{b}},} gdzie {\displaystyle a} i {\displaystyle b} są dowolnymi wyrażeniami tego typu. Wielkość {\displaystyle a} jest znana jako licznik, {\displaystyle b} jako mianownik, a oddzielająca je linia jako kreska ułamkowa. Wartością ułamka jest iloraz licznika przez mianownik, dlatego wartość ta istnieje tylko dla mianowników różnych od zera – dzielenie {\displaystyle {\tfrac {a}{0}}} nie jest określone.
Podstawowy typ ułamków to ułamki zwykłe – ich liczniki i mianowniki są liczbami całkowitymi. Są to zapisy (reprezentacje) liczb wymiernych. Wyróżnia się kilka rodzajów ułamków zwykłych jak właściwe, niewłaściwe, skracalne i nieskracalne, opisane dalej. Do ułamków zwykłych czasem zalicza się:
- ułamki dziesiętne, które są jednak zapisywane bez kreski ułamkowej[1][3], jako dwa ciągi cyfr rozdzielone separatorem dziesiętnym;
- procenty, promile i tym podobne zapisy stosunków bezwymiarowych;
- ułamki egipskie, przy czym ten termin ma różne znaczenia.

Ułamki zwykłe są rozważane od starożytności, a ułamki dziesiętne z zapisem pozycyjnym upowszechniły się w nowożytności. Ułamki zwykłe, dziesiętne i procenty stały się tematem nauczanym w szkołach podstawowych, np. w Polsce w XXI wieku są częścią podstawy programowej klas IV–VIII.
W arytmetyce oprócz ułamków zwykłych wyróżnia się też:
- ułamki mieszane, czyli sumy liczby całkowitej i ułamka właściwego[1];
- ułamki piętrowe, gdzie licznik i mianownik same są ułamkami[1];
- ułamki łańcuchowe – sumy liczby całkowitej i ułamka, którego licznik jest jedynką, a mianownik innym ułamkiem łańcuchowym.

W algebrze rozważa się między innymi ułamki zbudowane z wielomianów – wyrażenia wymierne. Operowanie na nich jest wymagane w polskich szkołach średnich, także w zakresie podstawowym. Algebra wyższa bada między innymi ułamki zbudowane z bardziej ogólnych, abstrakcyjnych obiektów jak elementy innych pierścieni całkowitych – zbiorów z działaniami dodawania, odejmowania i mnożenia o odpowiednich własnościach.

## Liczby wymierne
Jeżeli licznikiem i mianownikiem ułamka są liczby całkowite, wówczas wartością ułamka jest liczba wymierna.
Ułamek będący liczbą wymierną nazywa się właściwym, gdy jego wartość bezwzględna jest mniejsza od jedności, a niewłaściwym, gdy jest ona od niej większa lub równa. Ułamek o dodatnim liczniku i mianowniku jest właściwy, gdy jego licznik jest mniejszy od mianownika, niewłaściwy – gdy jest większy lub równy. Ułamek niewłaściwy można przedstawić w postaci liczby mieszanej, tj. sumy liczby całkowitej i ułamka właściwego; aby tego dokonać należy wykonać dzielenie z resztą licznika przez mianownik. Zwyczajowo sumę zapisuje się już bez znaku dodawania, np. {\displaystyle 1+{\tfrac {2}{3}}} staje się {\displaystyle 1{\tfrac {2}{3}}.}

### Działania na ułamkach
Dla każdego {\displaystyle c\neq 0} ułamek {\displaystyle {\tfrac {a}{b}}} jest równy {\displaystyle {\tfrac {ac}{bc}}.} Operację zamiany {\displaystyle {\tfrac {a}{b}}} na {\displaystyle {\tfrac {ac}{bc}}} nazywa się rozszerzeniem ułamka, odwrotną zaś skróceniem ułamka.
Mnożenie i dzielenie wykonuje się wg wzorów:
{\displaystyle {\frac {a}{b}}\cdot {\frac {c}{d}}={\frac {ac}{bd}},\quad {}} na przykład: {\displaystyle {\frac {2}{9}}\cdot {\frac {4}{5}}={\frac {8}{45}}}
{\displaystyle {\frac {a}{b}}:{\frac {c}{d}}={\frac {ad}{bc}}.}
Przedstawienie liczby {\displaystyle k} w postaci ułamka {\displaystyle {\tfrac {k}{1}}} prowadzi do wzorów:
{\displaystyle {\frac {a}{b}}\cdot k={\frac {ak}{b}},}
{\displaystyle {\frac {a}{b}}:k={\frac {a}{bk}}.}
Aby dodać lub odjąć od siebie ułamki o identycznych mianownikach należy skorzystać z następujących wzorów:
{\displaystyle {\frac {a}{m}}+{\frac {b}{m}}={\frac {a+b}{m}},\qquad {\frac {a}{m}}-{\frac {b}{m}}={\frac {a-b}{m}}.}
Jeżeli mianowniki są różne, należy uprzednio sprowadzić je do wspólnego mianownika, co polega na takim rozszerzeniu ułamków, aby ich mianowniki zrównały się. Prawdziwe są wzory:
{\displaystyle {\frac {a}{b}}+{\frac {c}{d}}={\frac {ad+bc}{bd}},\qquad {\frac {a}{b}}-{\frac {c}{d}}={\frac {ad-bc}{bd}}.}
Liczba {\displaystyle bd} może zawsze pełnić rolę wspólnego mianownika, jednak często warto jest poszukać mniejszych wartości, najmniejszą możliwą jest najmniejsza wspólna wielokrotność liczb {\displaystyle b} i {\displaystyle d.}
Aby sprowadzić ułamek do postaci nieskracalnej, należy podzielić zarówno licznik, jak i mianownik ułamka przez jak najwyższą możliwą liczbę (musi być taka sama!), np.:
{\displaystyle {\frac {450}{3150}}={\frac {450:50}{3150:50}}={\frac {9}{63}}={\frac {9:9}{63:9}}={\frac {1}{7}}}
Wzór:
{\displaystyle {\frac {a}{b}}={\frac {a:c}{b:c}}={\frac {d}{e}}={\frac {d:f}{e:f}}={\frac {g}{h}}} lub można skrócić na {\displaystyle {\frac {a}{b}}={\frac {a:c}{b:c}}={\frac {d}{e}},} gdzie {\displaystyle b\neq 0,} {\displaystyle c\neq 0,} {\displaystyle e\neq 0,} {\displaystyle f\neq 0} oraz {\displaystyle h\neq 0.}
Ułamek jest w postaci nieskracalnej, jeżeli licznik i mianownik nie mają wspólnych liczb, przez które można podzielić zarówno licznik, jak i mianownik bez reszty (nie licząc 1) lub ma postać {\displaystyle {\frac {1}{a}},} gdzie {\displaystyle a\neq 0.}
Przykład: Ułamek {\displaystyle {\frac {9}{40}}} jest nieskracalny, ponieważ 9 jest podzielne przez 1, 3, 9, a mianownika nie można bez reszty podzielić przez ani 3, ani 9, a dzielenie przez 1 nie zmienia ułamka.
Ułamki często wykorzystywane są do obliczania stóp procentowych, gdzie stopa procentowa wyrażana jest jako ułamek, na przykład 5% to {\displaystyle {\tfrac {5}{100}}}
Przykład: Obliczenie rocznych odsetek z lokaty 1000 zł przy stopie 5%: Odsetki = 1000 zł × {\displaystyle {\tfrac {5}{100}}} = 50 zł

## Wyrażenia wymierne
Jeżeli licznik i mianownik danego ułamka są wielomianami, to nazywa się go wyrażeniem wymiernym; reprezentuje ono wówczas w naturalny sposób funkcję wymierną. Jeżeli stopień licznika jest większy lub równy stopniowi mianownika, to można wykonać dzielenie wielomianowe i otrzymać, podobnie jak w przypadku dzielenia liczb, wynik jako sumę wielomianu oraz funkcji wymiernej.

## Ciało ułamków
Dla każdego pierścienia całkowitego {\displaystyle P} (zatem i struktur takich jak pierścień liczb całkowitych czy pierścień wielomianów o współczynnikach całkowitych) można zdefiniować ciało nazywane ciałem ułamków.

### Istotność założenia całkowitości pierścienia
Jeżeli pierścień przemienny ma dzielniki zera, to nie można skonstruować na nim ciała ułamków: jeśli {\displaystyle xy=0} dla niezerowych {\displaystyle x,y\in P,} to
{\displaystyle [1,1]\sim [x,x]=[x,1]\cdot [1,x]\sim [xy,y]\cdot [1,x]=[0,y]\cdot [1,x]\sim [0,1]\cdot [1,x]=[0,x]\sim [0,1],}
czyli
{\displaystyle [1,1]\sim [0,1],}
stąd zaś dla dowolnego
{\displaystyle [a,b]=[a,b]\cdot [1,1]\sim [a,b]\cdot [0,1]=[0,b]\sim [0,1],}
więc jest tylko jedna klasa abstrakcji – klasa {\displaystyle [0,1],} a z definicji ciało ma przynajmniej dwa różne elementy.
Dla pierścieni nieprzemiennych tworzenie ułamków bardzo się komplikuje.

## Typografia
Licznik i mianownik zwykle oddziela się linią; jeżeli jest ona pochyła, to nazywa się ją ukośnikiem, np. {\displaystyle 3/4;} jeśli linia ta jest pozioma, to nazywa się ją kreską ułamkową, np. {\displaystyle {\tfrac {3}{4}}.}
W Unicode niektóre ułamki kodowane są za pomocą jednego znaku, co przydatne jest w formatowaniu w systemach pisma CJK. Są to:
| Nazwa           | Znak | Unicode | Kod HTML             |
| --------------- | ---- | ------- | -------------------- |
| Jedna czwarta   | ¼    | U+00BC  | &#xBC; lub &#188;    |
| Jedna druga     | ½    | U+00BD  | &#xBD; lub &#189;    |
| Trzy czwarte    | ¾    | U+00BE  | &#xBE; lub &#190;    |
| Jedna siódma    | ⅐    | U+2150  | &#x2150; lub &#8528; |
| Jedna dziewiąta | ⅑    | U+2151  | &#x2151; lub &#8529; |
| Jedna dziesiąta | ⅒    | U+2152  | &#x2152; lub &#8530; |
| Jedna trzecia   | ⅓    | U+2153  | &#x2153; lub &#8531; |
| Dwie trzecie    | ⅔    | U+2154  | &#x2154; lub &#8532; |
| Jedna piąta     | ⅕    | U+2155  | &#x2155; lub &#8533; |
| Dwie piąte      | ⅖    | U+2156  | &#x2156; lub &#8534; |
| Trzy piąte      | ⅗    | U+2157  | &#x2157; lub &#8535; |
| Cztery piąte    | ⅘    | U+2158  | &#x2158; lub &#8536; |
| Jedna szósta    | ⅙    | U+2159  | &#x2159; lub &#8537; |
| Pięć szóstych   | ⅚    | U+215A  | &#x215A; lub &#8538; |
| Jedna ósma      | ⅛    | U+215B  | &#x215B; lub &#8539; |
| Trzy ósme       | ⅜    | U+215C  | &#x215C; lub &#8540; |
| Pięć ósmych     | ⅝    | U+215D  | &#x215D; lub &#8541; |
| Siedem ósmych   | ⅞    | U+215E  | &#x215E; lub &#8542; |
| Jedna ...       | ⅟    | U+215F  | &#x215F; lub &#8543; |